# Фелікс Фор
Фелікс Фор (фр. Félix François Faure фр. вимова: [feliks fʁɑ̃swa fɔʁ] ( прослухати), справжнє ім'я — Франсуа-Феликс Фор, 30 січня 1841, Париж, Франція — 16 лютого 1899, Париж, Франція) — французький політичний діяч, Президент Французької республіки (Третя республіка, з 1895 року і до своєї смерті в 1899 році).
Після відставки Казимира Пер'є в 1895 році головними кандидатами на пост президента республіки були Бріссон, як кандидат радикалів, і Вальдек-Руссо, як кандидат консервативної боку конгресу; між ними був виставлений і Фор, тоді ще недостатньо відомий і тому не мав антипатії ні на правій, ні на лівій сторони конгресу. На першому балотуванні Фор отримав 244 голоси з 787 можливих; Вальдек-Руссо відмовився від подальшої боротьби і рекомендував своїм прихильникам голосувати за Фора; останній був обраний на перебаллотировці 430 голосами з 800 можливих. Як президент республіки Фор перший час тримався в запропонованих конституцією рамках; прийнявши відставку кабінету Дюпюї, він звернувся з пропозицією скласти новий до несимпатичного йому Буржуа і тільки після його відмови — до Рібо, а після падіння кабінету останнього — знову-таки до Буржуа. Разом з тим він ввів в Єлисейському палаці етикет майже королівських дворів, незвичайний доти у Франції, і вимагав суворого його дотримання; він вважав негідним себе з'являтися на різних урочистостях поруч із прем'єром або президентами палат, скрізь намагаючись підкреслити своє особливе значення як глави держави. Він намагався пом'якшити величезну суперечку у справі Дрейфуса, відмовившись відновити справу, незважаючи на докази на користь опального офіцера. Його президентство було повністю стурбоване церемоніями, а не змістом.
У 1898 (і протягом перших кількох років наступного століття) французька автомобільна промисловість була найбільшою у світі. Президент Фор не був вражений. Запрошений виступити перед лідерами галузі на тому, що заднім числом називають першим Паризьким автосалоном, Фор сказав своїм слухачам: «Ваші машини дуже потворні і від них дуже погано пахне». («Vos voitures sont bien laides et sentent bien mauvais !»).

## Масонство
Фелікс Фор був ініційований у Гаврі, в «L'aménité», ложі Великого Сходу Франції 25 жовтня 1865.

## Смерть

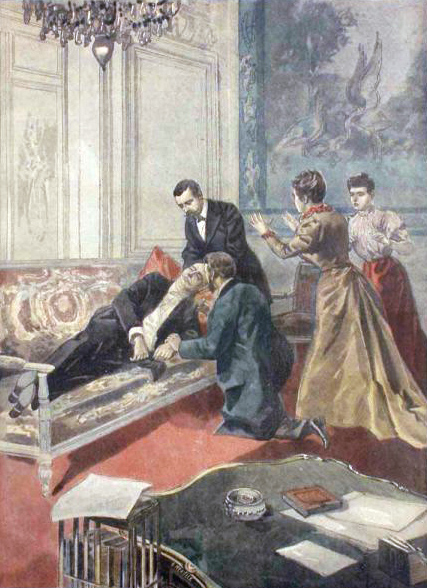
Смерть Фора, як ілюструє Le Petit Journal.

Фор раптово помер у віці 58 років від інсульту в Єлисейському палаці 16 лютого 1899.

У уривку з американської газети того часу було написано:
Близько шостої години П. Фор, який тоді перебував у своєму кабінеті, підійшов до дверей кімнати П. Легалла, його особистого секретаря, яка розташована поруч із кабінетом, і сказав: «Я погано себе почуваю. Підійдить до мене»
П. Легалл негайно вирушив на допомогу президенту, підвів його до дивану та викликав генерала Байо. Генерального секретара домогосподарства президента, П. Блонделл, заступника особистого секретаря, і доктора Юмбер, який опинився в Єлисейському палаці, відвідуючи родича.
Стан президента не здавався небезпечним: але доктор Герберт, помітивши, що йому швидко погіршується, зателефонував доктору Ланн-Лонгу та доктору Шерле, які прибули з П. Дюпуа, а пізніше до них приєднався доктор Бержеруа.

Хоча П. Фор ще був при свідомості, лікарі визнали, що випадок безнадійний, але лише близько 8 години родині повідомили про справжній стан справ. Потім вони підійшли до дивана, де на нашвидкуруч зробленому ліжку лежав президент. після того, як він почав втрачати свідомість і, незважаючи на всі зусилля, помер о десятій годині в присутності родини та П. Дюпуї.
About 6 o'clock M. Faure, who was then in his study went to the door of the room of M. LeGall, his private secretary, which is contiguous to the study, and said:
"I do not feel well. Come to me."
M. LeGall immediately went to the President's aid, led him to a sofa and called General Bailloud. General Secretary of the President's household, M. Blondell, Under Private Secretary, and Dr. Humbert, who happened to be at the Elysee, attending a relative.
The President's condition did not appear dangerous: but Dr. Herbert, on perceiving that he was rapidly getting worse, telephoned for Dr. Lann-Longue and Dr. Cheurlet, who arrived with M. Dupoy and were joined later by Dr. Bergeroy.
Though M. Faure still retained consciousness, the doctors recognized that the case was hopeless, but it was not until nearly 8 o'clock that the family were informed of the real state of affairs. They then came to the sofa where the President lay upon a hastily improvised bed. after he began to lose consciousness and despite all efforts expired at ten, in the presence of the family and M. Dupuy
Згідно з непідтвердженими на той час чутками, він займався сексуальними діями у своєму кабінеті на президентському столі з 29-річною Маргеріт Стенель.
Широко повідомлялося, що ці дії були оральним сексом, але їх точна природа насправді невідома, і такі повідомлення могли походити від різних jeux de mots (каламбурів), вигаданих пізніше його політичними опонентами. Згідно з легендою, Стенель займалася з ним оральним сексом, коли той переніс смертельний інсульт, його збиті судоми руки заплуталися в її волоссі. Офіційно про це не повідомлялося, але чутки почали поширюватися відразу, хоча кілька років вважалося, що його партнеркою на момент смерті була актриса Сесіль Сорель.
За словами П’єра Дармона, історика медицини (нар. 1939), популярна історія про смерть Фора — це легенда: у Фелікса Фора були ознаки тахікардії. Бурхлива зустріч із князем Монако Альбером (дрейфусар, який вимагав від Німеччини виступити гарантом за невинного капітана) погіршила б стан президента. Потім він провів кілька хвилин зі своєю коханкою, а потім знепритомнів і повернувся до свого кабінету. Він би помер в оточенні своєї родини та свого лікаря. Але за словами лікаря і члена Міжнародного товариства історії медицини Жермена Галерана, Фор помер від інсульту, перші ознаки якого з'явилися кількома годинами раніше, а версію смертельної витівки історик пов'язує версію смертельних витівок із «міфоманією пані Стенель».